# Christiane Singer
Pour les articles homonymes, voir Singer.
Christiane Singer, née à Marseille le 23 mars 1943 et morte le 4 avril 2007 à Vienne en Autriche, est une écrivaine, essayiste et romancière française.

## Biographie
Son père était d'origine juive hongroise et sa mère à moitié russe et à moitié tchèque. À cause de la persécution des juifs, ses parents fuient la Hongrie, puis l'Autriche, et s'installent en France, à Paris, en 1935. Elle naît huit ans après, en 1943, à Marseille.
Elle est lycéenne et élève du conservatoire de diction et d’art dramatique à Marseille, puis suit des études de lettres à Aix-en-Provence, où elle obtiendra un doctorat de Lettres Modernes.
En 1968, elle rencontre le comte Georg von Thurn-Valsassina, architecte, qui deviendra son mari, et s'installe en 1973 dans son château de Rastenberg (Autriche), non loin de Vienne, et y élèvera ses deux fils. Ce château lui inspirera l’œuvre romanesque éponyme en 1996 Rastenberg. Elle organise également sur son domaine des séminaires de développement personnel, dans une maison qu'elle a conçue, et que son mari architecte a construite.
À la fin des années 1970 elle fonde avec l’éditeur Victor Trimondi le Dianus-Trikont-Verlag à Munich.
Elle a suivi l’enseignement de Karlfried Graf Dürckheim (Approche des sagesses orientales telles que le Zazen)
Elle fut notamment, en Suisse, lectrice à l'université de Bâle, puis chargée de cours à l'université de Fribourg.
Son œuvre et sa réflexion personnelle sont tout entières centrées sur la prise en compte nécessaire du spirituel qui couve dans le cœur de chacun. Elle est un écrivain relativement prolifique, de sensibilité chrétienne imprégnée de sagesse orientale, qui s'abstient de donner des leçons de morale et exclut tout dogmatisme. Elle a obtenu plusieurs prix littéraires, dont le prix des libraires pour La Mort viennoise en 1979, le prix Albert-Camus pour Histoire d'âme en 1989, et le prix de la langue française en 2006 pour l'ensemble de son œuvre.
Elle dira à la radio : « J'ai écrit un livre sur Les Âges de la vie. J'ai tenté de montrer ces métamorphoses de l'être au cours de la vie. Il est évident que tout cela ne vaut que si l'on a appris en cours d'existence à mourir. Et ces occasions nous sont données si souvent ; toutes les crises, les séparations, et les maladies, et toutes les formes, tout, tout, tout, tout nous invite à apprendre et à laisser derrière nous. La mort ne nous enlèvera que ce que nous avons voulu posséder. Le reste, elle n'a pas de prise sur le reste. Et c'est dans ce dépouillement progressif que se crée une liberté immense, et un espace agrandi, exactement ce qu'on n'avait pas soupçonné. Moi j'ai une confiance immense dans le vieillissement, parce que je dois à cette acceptation de vieillir une ouverture qui est insoupçonnable quand on n'a pas l'audace d'y rentrer. »
En septembre 2006, lorsque son médecin lui annonce qu'il lui reste six mois à vivre, à la suite d'un cancer, elle écrit un journal au cours de ses derniers mois, qui sera publié sous le titre Derniers fragments d'un long voyage. Christiane Singer est décédée en avril 2007, à l'âge de soixante-quatre ans.

## Œuvres

### Romans
- Les Cahiers d'une hypocrite, éditions Albin Michel, 1965
- Vie et mort du beau Frou, Albin Michel, 1965
- Chronique tendre des jours amers, éditions Albin Michel, 1976
- La Mort viennoise, éditions Albin Michel, 1978prix des libraires 1979
- La Guerre des filles, éditions Albin Michel, 1981Prix Alice-Louis-Barthou de l'Académie française[6], 1982
- Histoire d'âme, éditions Albin Michel, 1988, réed. 2001prix Albert-Camus 1989
- Rastenberg, éditions Albin Michel, 1996
- Les Sept Nuits de la reine, éditions Albin Michel, 2002
- Seul ce qui brûle, éditions Albin Michel, 2006Prix ALEF 2007[7]

### Essais
- Les Âges de la vie, éditions Albin Michel, 1983, rééd. 1990
- Une passion. Entre ciel et chair, éditions Albin Michel, 1992, rééd. 2000 prix des écrivains croyants 1993[8]
- Du bon usage des crises, éditions Albin Michel, 1996
- Éloge du mariage, de l'engagement et autres folies, éditions Albin Michel, 2000Prix Anna de Noailles de l'Académie française 2000[6]
- Où cours-tu, Ne sais-tu pas que le ciel est en toi ?, éditions Albin Michel, 2001
- N'oublie pas les chevaux écumants du passé, éditions Albin Michel, 2005
- Derniers fragments d'un long voyage, éditions Albin Michel[5], 2007 ; essai / récit / journal

Collectif
- La Quête du sens, collectif, Albin Michel, 2000, réed. 2004. Avec Khaled cheikh Bentounès, Marie de Hennezel, Roland Rech, Stan Rougier
- Le Grand Livre de la tendresse, Albin Michel, 2002, collectif, sous la direction de Gérald Pagès, avec les participations de Boris Cyrulnik, Marie de Hennezel, Dr Gérard Leleu, Jean-Pierre Relier, Stan Rougier, Dr Michèle Salamagne, Jacques Salomé, Paule Salomon, Christiane Singer

Préface
- Roger W. McGowen, Messages de vie du couloir de la mort, éditions Jouvence, 2003.

### Entretien
- L'alliance sacrée, l'intégrale des entretiens Noms de Dieux d'Edmond Blattchen, Alice, 2001.  (ISBN 978-2930182483)

## Conférence
- Choisis la vie et tu vivras, enregistrée le 22 octobre 2004 à Montréal, adaptée au théâtre par Laurent Brouazin.

## Distinctions
- 1979 : prix des libraires pour La Mort viennoise
- 1982 : prix Alice-Louis Barthou de l'Académie française pour La Guerre des filles[6]
- 1989 : prix Albert-Camus pour Histoire d'âme
- 1993 : prix des écrivains croyants pour Une passion. Entre ciel et terre[8]
- 2000 : prix Anna de Noailles de l'Académie française pour Éloge du mariage, de l'engagement et autres folies[6]
- 2006 : prix de la langue française pour l'ensemble de son œuvre
- 2007 : prix ALEF pour Seul ce qui brûle[7]

### Documentaire
- Passion - Hommage à Christiane Singer, de la cinéaste autrichienne Carola Mair, documentaire, 45 min. [présentation sur le site du producteur]